# Rosières (Oise)
Rosières è un comune francese di 139 abitanti situato nel dipartimento dell'Oise della regione dell'Alta Francia.

## Società

### Evoluzione demografica
Abitanti censiti